# Mercat Vell de Mollet del Vallès
El Mercat Vell de Mollet del Vallès és un mercat municipal de Mollet del Vallès, al Vallès Oriental. L'edifici, dissenyat per l'arquitecte Cases, té decoracions de maçoneria i esgrafiats al·legòrics. Fou inaugurat el 19 d'agost del 1949 i el 27 de gener del 1996 va tancar com a mercat. Posteriorment es va restaurar en un espai cívic i cultural i el 5 de febrer del 2005 va tornar a obrir les portes.

## Referències

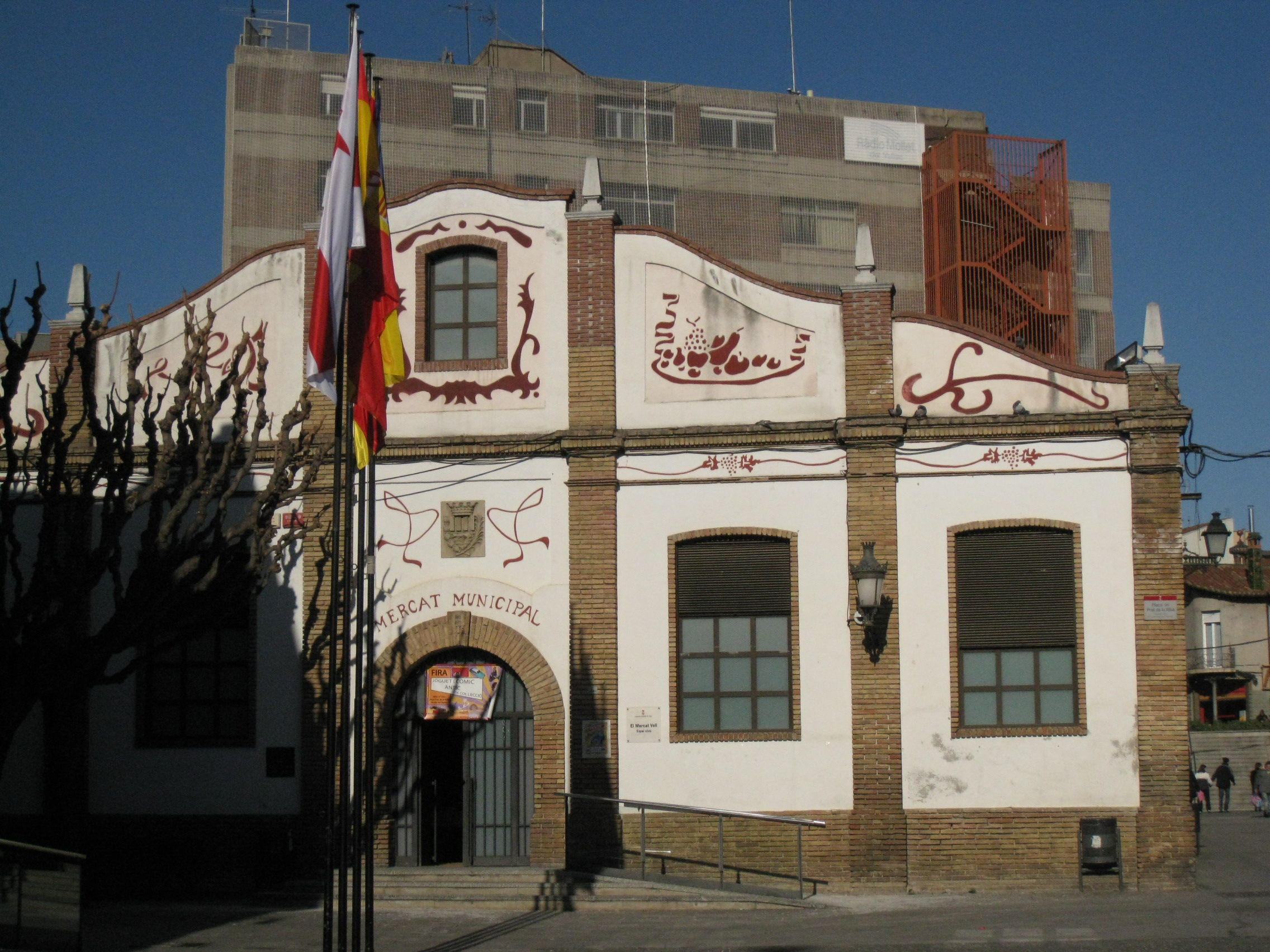
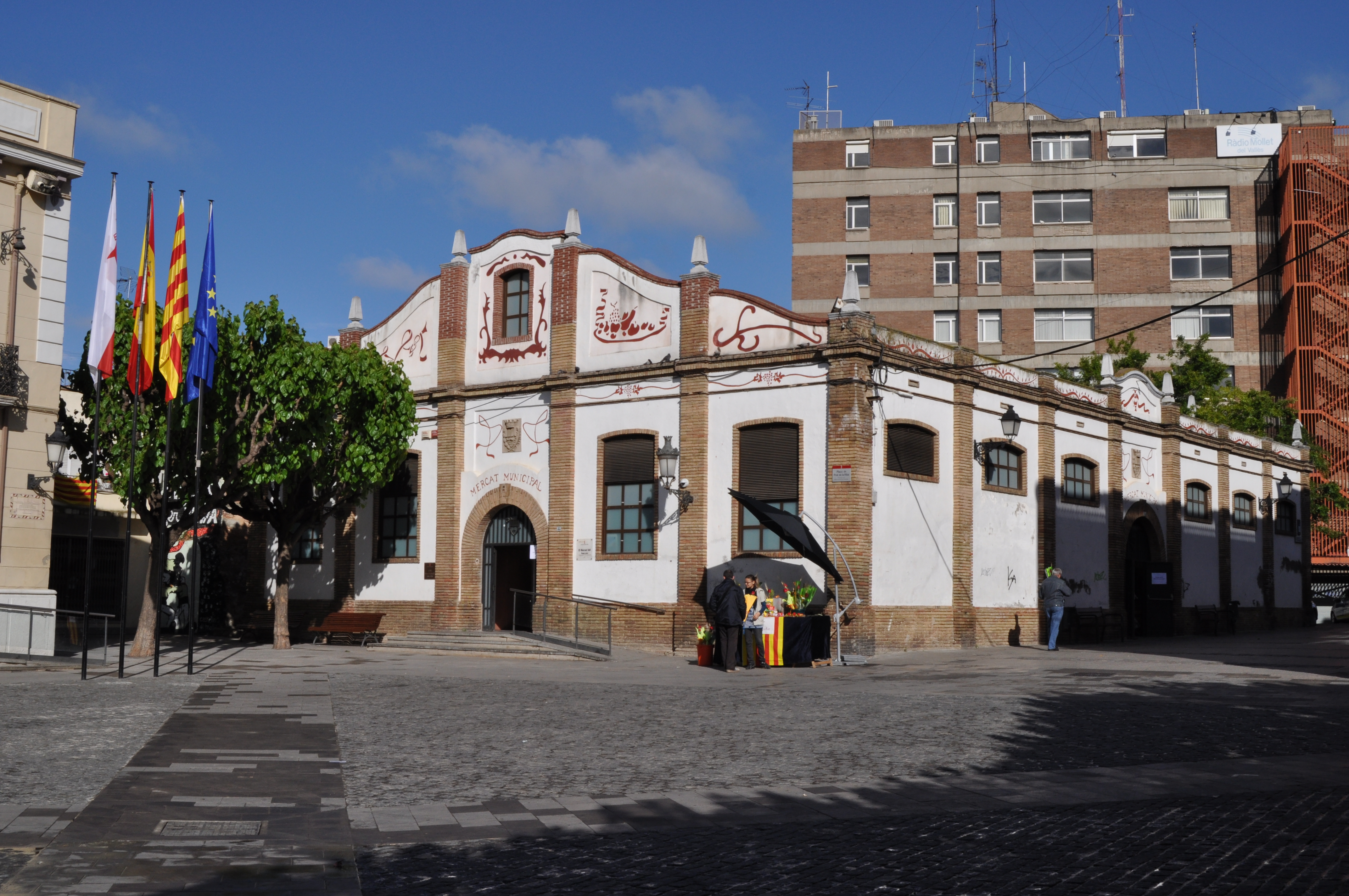
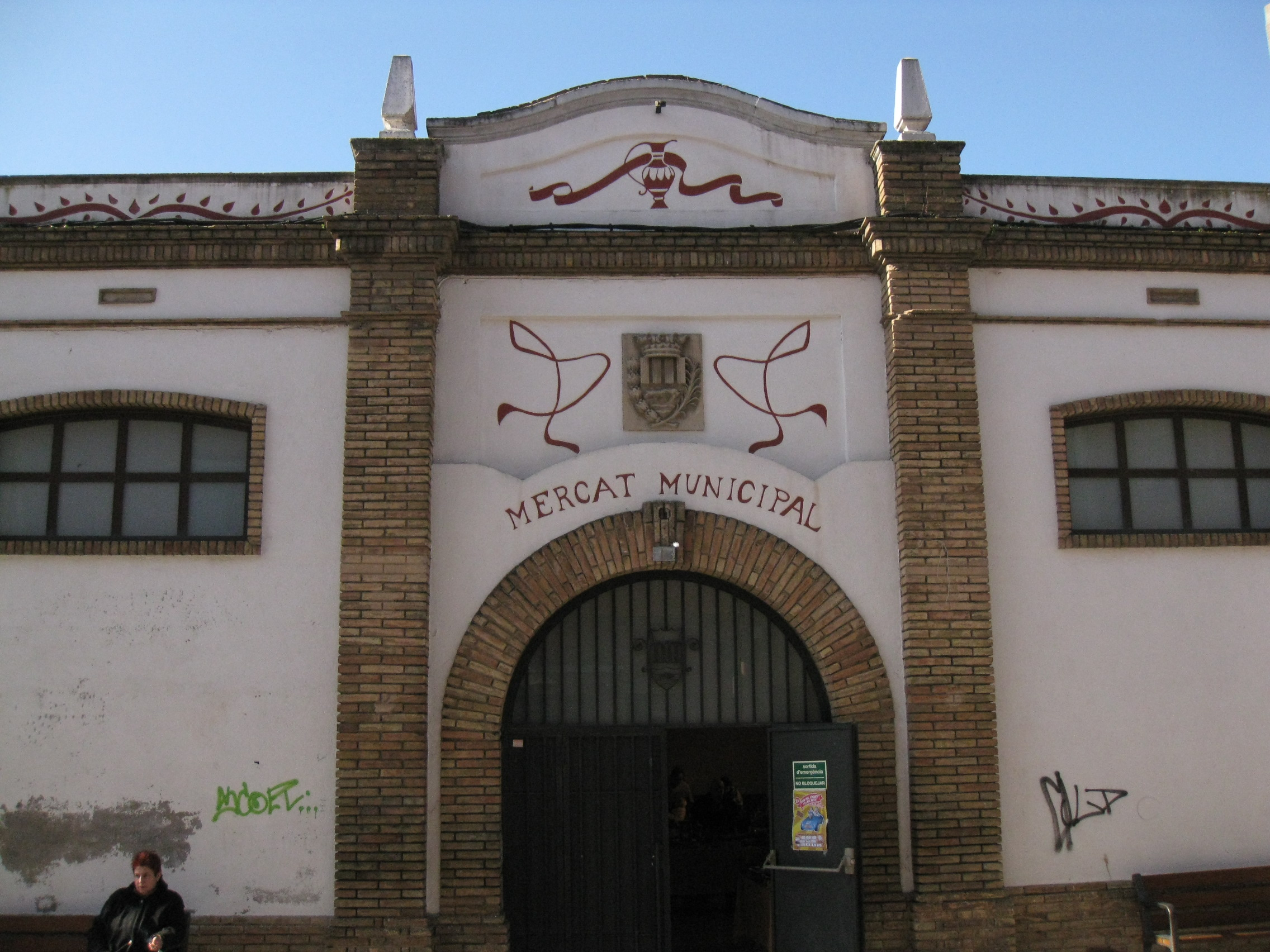
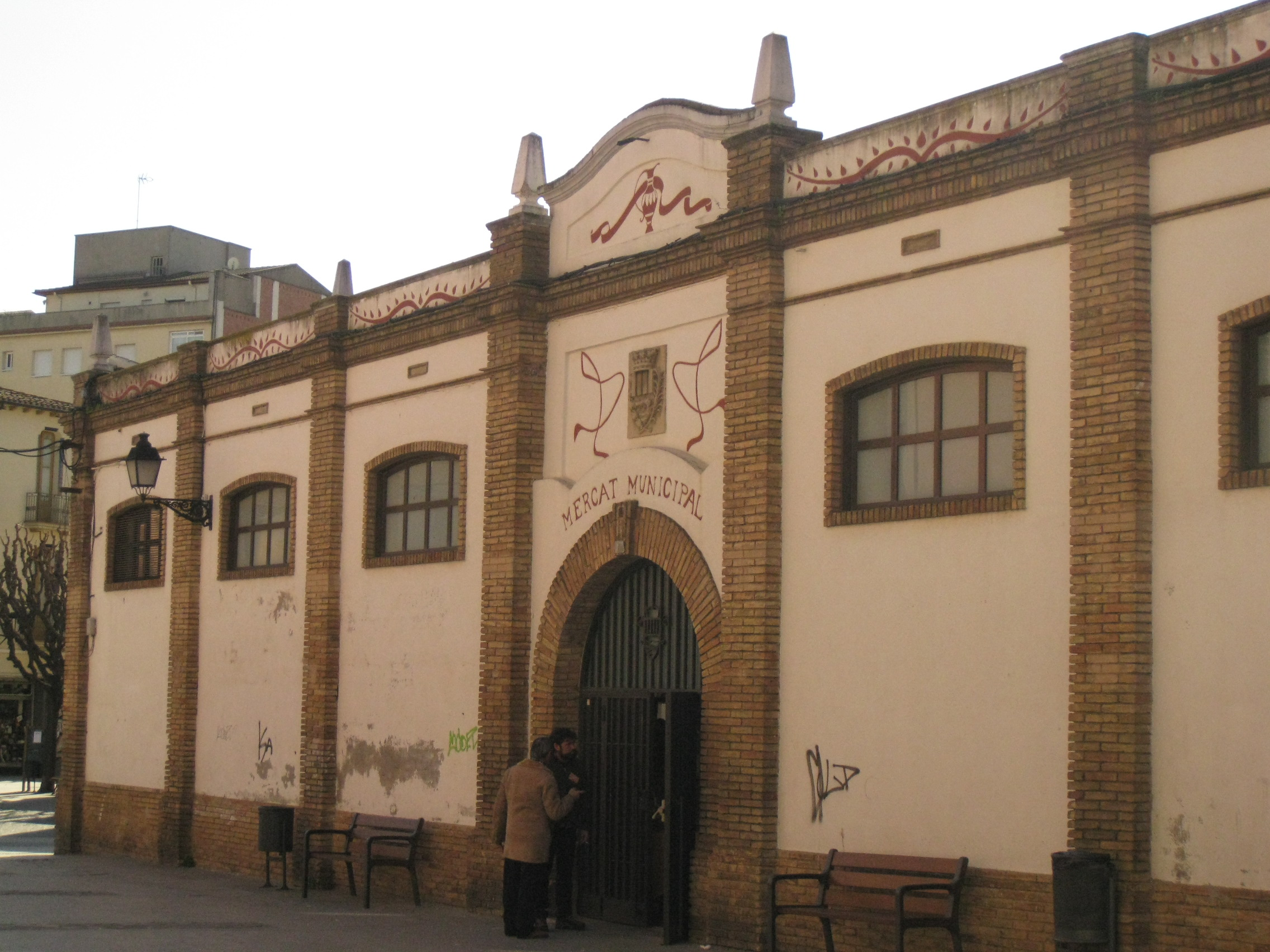
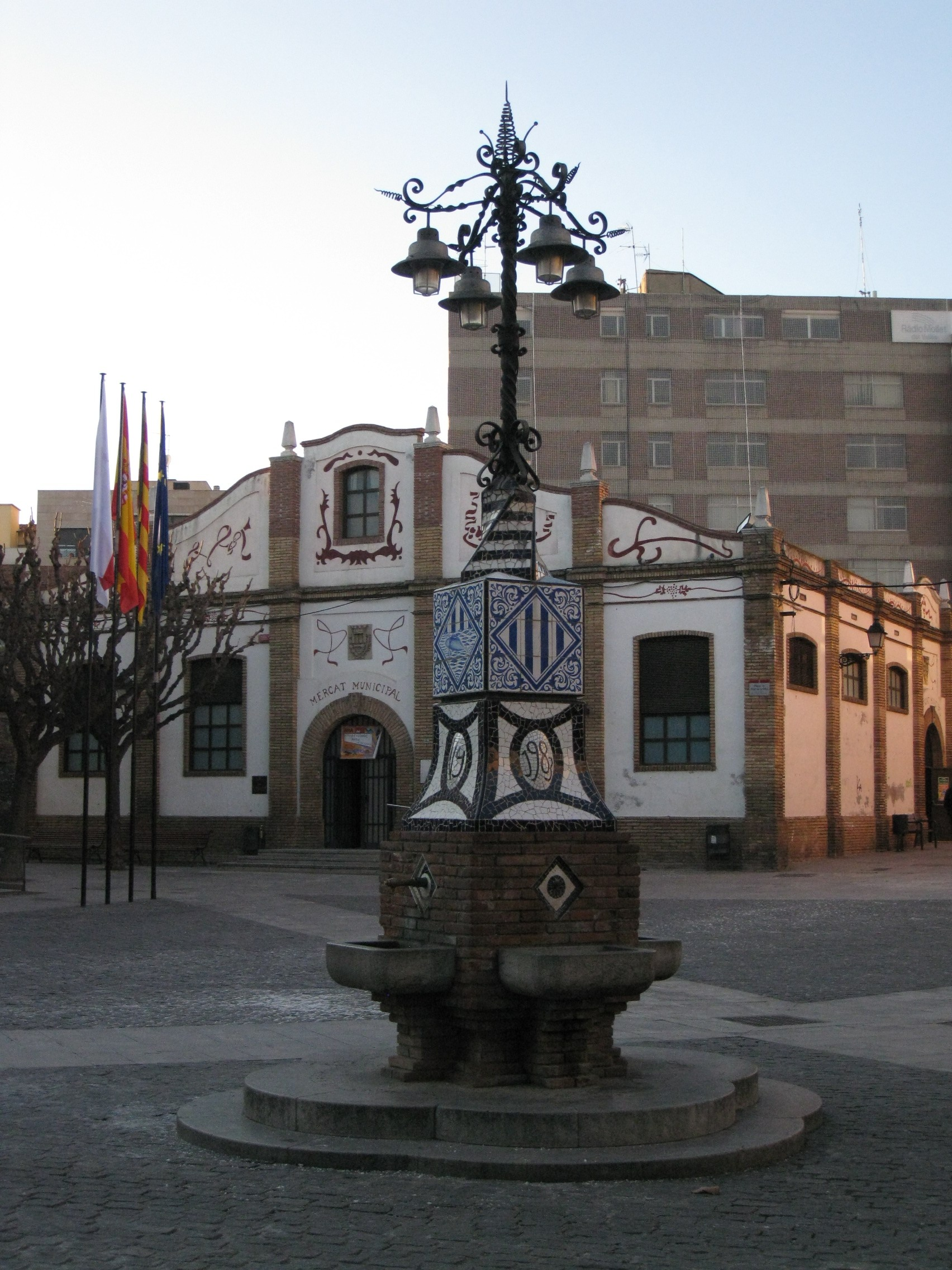
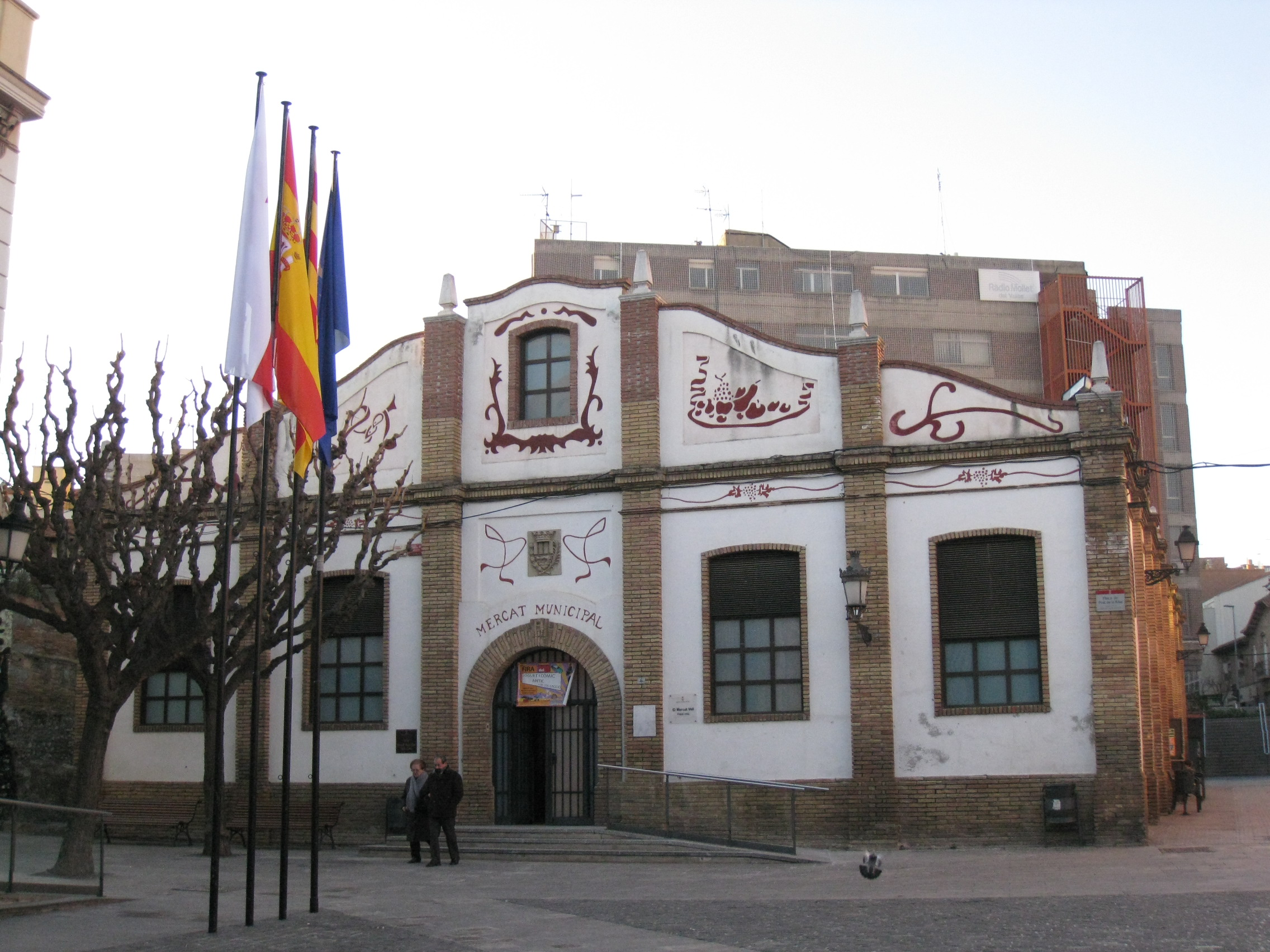